# Сух (бронепоїзд)
Бронепотяг «Сух» — панцерний потяг збройних сил УНР.
На початку 1919 року брав участь у наступі українських сил Сарненської групи в напрямі Дубровиця — Лунінець на російсько-українському фронті. Станом на 16 серпня 1919 року належав до 2-го панцирного загону під командуванням полковника Марчевського. Озброєння поїзда складалося з 4 кулеметів, командир сотник Лебедів. З вересня 1919 р. поїзд належав до 3-го дивізіону бронепоїздів.